# Phyllophaga scissa
Phyllophaga scissa är en skalbaggsart som beskrevs av Bates 1888. Phyllophaga scissa ingår i släktet Phyllophaga och familjen Melolonthidae. Inga underarter finns listade i Catalogue of Life.